# Warri Wolves Football Club
Il Warri Wolves FC (formalmente chiamato NPA FC) è un club di calcio nigeriano militante nella Nigeria Premier League. Il club ha sede a Warri.
I colori sociali della società sono il giallo-blu.
I suoi giocatori sono comunemente chiamati "Wolves", ovvero "I Lupi".
La squadra gioca le gare casalinghe allo stadio Warri Township Stadium

## Palmarès

### Altri piazzamenti
- Campionato nigeriano:

Secondo posto: 2015
Terzo posto: 2010-2011, 2014
- Coppa di Nigeria:

Finalista: 2013

## Partecipazioni alle competizioni CAF
- CAF Confederation Cup: 2 partecipazioni

2010 - primo turno of 16
2012 - secondo turno
- CAF Cup: 1 partecipazione

2002 - primo turno